# Annona pruinosa
Annona pruinosa este o specie de plante angiosperme din genul Annona, familia Annonaceae, descrisă de George Edward Schatz. Conform Catalogue of Life specia Annona pruinosa nu are subspecii cunoscute.